# Невидимість перекладача
«Невидимість перекладача: Історія перекладу» (англ. The Translator's Invisibility: A History of Translation) — перекладознавча книга Лоуренса Венуті, вперше видана 1995 року. У 2008 році вийшло суттєво покращене друге видання.

## Зміст
Ця книга є однією з найбільших праць Венуті, в якій він намагається переповісти багатовікову історію перекладу. Основною темою книги є виклад теорії Венуті про те, що суспільство через так звані методи «одомашнення» сприяло невидимості перекладача в тексті. Автор стверджує, що правові та культурні рамки призводять до того, що «точний переклад частково визначається ілюзією прозорості», тому переклади, в яких застосовувалися метод очуження або інші експерименти, «швидше за все не сприйматимуться видавцями та значними групами англомовних читачів, які очікують негайного розуміння тексту».  Це створює реальність, де «доступність» є найважливішою якістю перекладу, а всі сліди іноземності чи інакшості просто замітають.
На думку Венуті, доступність неможливо відкинути; він вважає, що переклади повинні бути зрозумілими. Проблема полягає радше в тім, що саме через загальноприйняті уявлення про зрозумілість перекладу, панівною у використанні перекладачами, незалежно від мови, регістру, стилю чи тематики вихідного тексту, стає надзвичайно вузька форма мови, як правило, стандартизований діалект. Коли доступність перекладу досягається використанням стандартизованої або найпоширенішої форми мови перекладу, створюється ілюзія, що переклад — це оригінальний текст. Таким чином приховується неминуче наближення цього тексту до цінностей культури-реципієнта. Венуті бачить два шляхи, аби запобігти цим ефектам одомашнення: 1) вибирати вихідні тексти, які йтимуть всупереч заведеним алгоритмам перекладу з певних мов і культур, ставлячи під сумнів канони культури-реципієнта; 2) урізноманітнювати стандартизований діалект, експериментувати з нестандартними мовними одиницями (територіальними та соціальними діалектами, розмовними елементами і сленгом, ненормативною лексикою, архаїзмами, неологізмами), беручи до уваги особливості вихідного тексту. Ці способи не зможуть безпосередньо зробити з перекладу вихідний текст, однак вони його очужать, створюючи відчуття іноземності, яке завжди опосередковане сприйняттям культурних цінностей.
Венуті запевняє, що попри невидимість перекладачів, їхню історичну силу не варто недооцінювати. Він стверджує, що переклади спричинили масові зміни в західному літературному каноні та поступово призвели до еволюції літератури та літературознавства, а також вплинули на бачення суспільством іноземних культур. Тому він виступає за зміну парадигми у розумінні перекладачами своєї ролі, закликаючи їх обмежити традиційне одомашнення перекладів і дозволити іноземним впливам проникати в перекладені тексти. Через цю позицію Венуті почали порівнювати з Антуаном Берманом.

## Критика
Книга «Невидимість перекладача» стала об'єктом численних дискусій — а іноді й критики — серед перекладознавців. Та все ж, вона значною мірою увійшла в канон перекладознавства і часто є обов'язковою для ознайомлення студентами-перекладачами.